# BSAT-3a廣播衛星
BSAT-3a，為日本一枚仍在使用的的廣播衛星，由該國各公、私營電視台合營的「廣播衛星系統公司」持有，於2007年升空，以代替運作壽命屆滿的BSAT-1a廣播衛星。目前，此衛星定位於東經110°E，與同系另外四枚衛星一同透過Ku波段，轉播日本各數碼衛星電視頻道。

## 概況
BSAT-3系列衛星（包括此衛星，以及BSAT-3b、3c），均由美國洛歇馬丁製造，採用該公司研發的A2100衛星平台。此衛星尺寸為3.8米 × 1.9米 × 1.9米，兩側各有一組四塊的太陽能板，展開後總長為14.65米。在轉播設備方面，BSAT-3a設有12個轉發器（8個常用、4個後備），較前型的8個有所增加，使衛星重量因而增加至1,980公斤；然而，其行波管功率仍為130W。
除必要的轉播設備，此衛星亦備有姿態控制系統及供電裝置，當中前者採用A2100平台常用的LEROS-1C型變軌用火箭引擎，其推力為460N。
在電力供應方面，上方提及的兩組太陽能板，最多可為此衛星產生2,800W的電力，亦較前型有所改進。

## 历史
由於在1997年發射的BSAT-1a廣播衛星壽命即將屆滿，衛星廣播系統公司於2005年4月，下訂一枚採用A2100平台的廣播衛星作取代，並於同年5月18日正式簽約。
其後，亞利安空間公司於2005年6月，獲委託承包BSAT-3a的發射任務
。
至2007年8月10日，BSAT-3a衛星送抵圭亞那太空中心，並於四日後連同Spaceway-3通訊衛星，一併由亞利安5 ECA VA-177運載火箭搭載升空
；隨後，此衛星於同年10月1日正式投入運作。